# 74e brigade de sécurité
La Sicherungs-Brigade 74 ou 74e brigade de sécurité était une brigade des Sicherungstruppen allemandes destinée à la répression et à l’anéantissement des maquisards, limousins et auvergnats  en particulier, et qui sévit dans ces régions de juin à août 1944.

## Historique
La 74e brigade de sécurité ou  Sicherungs-Brigade 74  est créée en France à Montargis avec le Sicherungs-Regiment 1000, le Sicherungs-Regiment 1010 et l'Aufklärungs-Abteilung 1000, afin de pouvoir intervenir rapidement contre de potentielles opérations parachutistes alliées sur la région Parisienne. L'unité est rattachée au Militärbefehlshaber Frankreich
Le Sicherungs-Regiment 1000 et l'Aufklärungs-Abteilung 1000 seront finalement, inclus dans la brigade de repression du général Jesser et employés pour réprimer et anéantir les groupes de maquisards, en Auvergne et dans le Limousin, de juin à août 1944. Engagé en mai et juin dans la bataille du Mont Mouchet puis en juin-juillet dans la bataille du Mont Gargan, ces deux unités sèment ensuite la terreur dans les environs de Clermont-Ferrand jusqu’à Tulle le long de la route nationale 89, comme à Ussel et Bourg-Lastic.
En août 1944, en raison du débarquement de Provence, l'ensemble de la brigade reçoit un ordre de repli immédiat vers l'est.

## Composition
- Sicherungs-Regiment 1000 (2 bataillons)
- Sicherungs-Regiment 1010 (2 bataillon)
- Aufklärungs-Abteilung 1000